# Sudan-Airways-Flug 139
Der Sudan-Airways-Flug 139 (Flugnummer IATA: SD139, ICAO: SUD139, Funkrufzeichen: SUDANAIR 139) war ein Linieninlandsflug der Fluggesellschaft Sudan Airways vom Flughafen Port Sudan zu dem knapp 700 km entfernten Flughafen Khartum. Am 8. Juli 2003 verunfallte auf diesem Flug eine Boeing 737-2J8C Adv. mit dem Luftfahrzeugkennzeichen ST-AFK bei einem verfehlten Landeanflug. Bei dem Unfall kamen 116 von 117 Menschen an Bord ums Leben. Nur der zweijährige Junge Mohammed el-Fateh Osman überlebte.

## Maschine
Bei dem verunglückten Flugzeug handelte es sich um eine Boeing 737-2J8C Adv., die zum Zeitpunkt des Unfalls 27 Jahre und 11 Monate alt war. Die Maschine wurde im Werk von Boeing in Renton, Washington montiert und absolvierte am 29. August 1975 ihren Erstflug, ehe sie am 15. September 1975 neu an Sudan Airways ausgeliefert wurde. Das Flugzeug trug die Werksnummer 21169, es handelte sich um die 429. Boeing 737 aus laufender Produktion. Die Maschine wurde mit dem Luftfahrzeugkennzeichen ST-AFK zugelassen und erhielt den Taufnamen White Nile. Das zweistrahlige Schmalrumpfflugzeug war mit zwei Triebwerken des Typs Pratt & Whitney JT8D-7 ausgestattet.

## Besatzung und Passagiere
Den Inlandslinienflug SD139 von Port Sudan nach Khartum hatten 106 Passagiere angetreten. Es befand sich eine elfköpfige Besatzung an Bord. Unter den 117 Insassen befanden sich 109 Sudanesen, drei Inder, ein Chinese, ein britischer Mitarbeiter der Hilfsorganisation Oxfam, ein Staatsbürger der Vereinigten Arabischen Emirate, ein Äthiopier und eine Frau, deren Staatsangehörigkeit nicht bekannt gegeben wurde. Gemäß der Passagierliste waren 17 Insassen der Maschine Kinder.

## Unfallhergang
Die Maschine startete um 4:00 Uhr vom Flughafen Port Sudan. 15 Minuten nach dem Start  verminderte sich der Schub eines Triebwerks. Die Piloten kehrten daraufhin in Absprache mit der Flugsicherung um, um auf dem Flughafen Port Sudan notzulanden. Der Fluglotse erteilte eine Freigabe für einen ILS-Anflug mit anschließender Landung auf der Landebahn 35 des Flughafens. Die durch Sandstaub getrübte Sichtweite betrug 4,5 Kilometer, und die Piloten konnten beim Anflug die Landebahn nicht sichten. Sie verfehlten die Landebahn. Die Boeing 737 zerschellte fünf Kilometer östlich des Flughafens auf einer Ödlandfläche. Die Wrackteile verteilten sich über eine Entfernung von 180 Metern.

## Opfer und Überlebender
Bei dem Unfall wurden 116 der 117 Personen an Bord der Boeing 737 getötet. Einziger Überlebender war der zweijährige Junge Mohammed el-Fateh Osman, der Verbrennungen an der Hand und im Gesicht erlitt und bei dem Unfall sein rechtes Bein verlor. Mohammed hatte den Flug mit seiner Mutter angetreten, die sich unter den Toten befand. Der Emir von Abu Dhabi, Zayid bin Sultan Al Nahyan spendete Geld an den Vater von Mohammed, sodass dieser mit seinem Sohn für eine medizinische Behandlung ins Vereinigte Königreich fliegen konnte. Der Junge wurde im Great Ormond Street Hospital in London behandelt. Er ließ sich später in Ägypten zum Fachinformatiker ausbilden.

## Ursache
Zur Ursache des Unfalls gab es keine näheren Informationen. Der sudanesische Außenminister Mustafa Osman Ismail gab an, dass Sanktionen der USA, die dem Sudan im Jahr 1997 als Reaktion auf den andauernden Bürgerkrieg in dem Land auferlegt wurden, zu dem Unfall beigetragen hätten. Aufgrund dieser Sanktionen sei es der staatlichen Fluggesellschaft nicht möglich gewesen, Flugzeugteile zu bestellen und ihre Maschinen angemessen zu warten. Die verunfallte Maschine sei seit Jahren nicht mehr gewartet worden. Bei der verunglückten Maschine handelte es sich um die einzige, die sich im Besitz der Sudan Airways befand. Alle anderen Maschinen waren geleast.